# 玛戈特·詹姆斯
玛戈特·凯瑟琳·詹姆斯 （英語：Margot Cathleen James；1957年8月28日—）是一位英国保守黨籍政治人物和企业家，英国下议院斯陶尔布里奇选区議員。曾任商务部贸易和投资副大臣斯蒂芬·格林的国会私人秘书以及商务、能源和产业战略部中小企业、消费者和企业责任政务次官，亦曾任肯辛頓-切爾西皇家自治市议会议员。她是首位出柜的保守党女同性恋议员。
2019年9月，她因議會表決時不支持同黨首相鲍里斯·约翰逊的脫歐提案，因而被開除黨籍，但又於10月底獲重新接納為黨員。

## 早年生活
詹姆斯是一位白手起家的商人的幺女，生于英格兰中部考文垂市。在皇家利明顿温泉接受私人教育，高中就读于米尔菲尔德学校。后于伦敦经济学院以政府学和经济学学位毕业。

## 个人生活
詹姆斯和她的伴侣杰伊·亨特定住在南肯辛顿和老斯温福德，亨特曾是BBC的制作人兼主持人，现为视频制作公司紫罗兰上映的常务董事。2009年，詹姆斯名列《独立报》“粉红名单”101位最有权力的英国同性恋人士前50名。